# Beobridge
Beobridge – osada w Anglii, w hrabstwie Shropshire. Leży 37 km na południowy wschód od miasta Shrewsbury i 187 km na północny zachód od Londynu. W latach 1870–1872 miejscowość liczyła 61 mieszkańców.